# Église Saint-Pierre de Lissac-sur-Couze
Pour les articles homonymes, voir Église Saint-Pierre.
L'église Saint-Pierre est une église catholique située à Lissac-sur-Couze, en France.

## Localisation
L'église est située dans le département français de la Corrèze, sur la commune de Lissac-sur-Couze.

## Historique
L'édifice est inscrit au titre des monuments historiques en 1972.